# Bobosaurus forojuliensis
Il bobosauro (Bobosaurus forojuliensis) è un rettile marino estinto, appartenente ai saurotterigi. Visse all'inizio del Triassico superiore (Carnico, circa 225 milioni di anni fa) e i suoi resti sono stati ritrovati in Italia nordorientale (Friuli-Venezia Giulia).

## Descrizione

Dimensioni di Bobosaurus forojuliensis

Di grosse dimensioni (più di 3 metri di lunghezza), questo animale era dotato di un collo lungo e di un cranio lungo e appiattito. Le vertebre erano dotate di numerose caratteristiche che richiamavano quelle di altri rettili marini del Triassico: ad esempio, le vertebre dorsali erano alte come quelle di Nothosaurus, mentre le costole possedevano processi uncinati simili a quelli che si ritrovano nel placodonte Paraplacodus. Le spine neurali erano inoltre elevatissime, molto più che negli altri notosauri.

## Classificazione
Il bobosauro era senza dubbio un rappresentante dei saurotterigi, un gruppo di rettili diapsidi adattatisi all'ambiente acquatico. Molte caratteristiche di questo animale lo porrebbero tra i notosauri, una branca di saurotterigi esclusivi del Triassico, dal comportamento simile a quello delle attuali foche. Alcune caratteristiche, tuttavia, richiamano un animale noto come Pistosaurus, più evoluto e probabilmente antenato dei plesiosauri giurassici, dal collo lungo e completamente adattati all'ambiente marino. È possibile che Bobosaurus fosse una forma intermedia tra Pistosaurus del Triassico medio e i successivi plesiosauri della fine del Triassico superiore.